# Franz Wallner (Schauspieler, 1854)
Franz Arthur Friedrich Otto Wallner (* 19. Dezember 1854 in Posen, Provinz Posen, Königreich Preußen; † 9. Februar 1940 in Dresden, Deutsches Reich) war ein Schauspieler, Theaterdirektor und Schriftsteller.

## Leben
Der Vater Franz Wallner war ein österreichischer Schauspieler, der 1854 Theaterdirektor in Posen war. Die Mutter Agnes war ebenfalls Schauspielerin. Die Familie zog bald nach Berlin, wo der Vater ein neues Theater übernahm. 
Franz Wallner junior sollte Ingenieur werden und studierte an der Technischen Hochschule in Graz. Er wandte sich bald auch der Schauspielertätigkeit zu und nahm Unterricht bei Adele Peroni-Glasbrenner und Ella Görner. Dann ging er an das Thalia-Theater in Hamburg, wo er 1872 seine erste wichtige Rolle übernahm. Anschließend spielte er im Hoftheater Meiningen, das damals ein bekanntes Ensemble hatte, vor allem jugendliche Liebhaber und Bonvivants. Franz Wallner spielte auch im Theater an der Wien (vor 1886 oder 1889).
1886 übernahm er mit seinem Bruder Heinrich das Wallner-Theater in Berlin, das ihr Vater gegründet hatte. Am 9. Januar 1887 spielte er im Residenztheater die Hauptrolle in der Aufführung der Gespenster von Ibsen, die als die Geburtsstunde des modernen Theaters in Deutschland gilt.
1892 gaben er und sein Bruder die Leitung des Wallner-Theaters ab. Franz Wallner zog nach Dresden, wo er unter anderem in der Comeniusstraße 25 wohnte. 1940 starb er.
Franz Wallner schrieb einige Dramen sowie theatertheoretische Aufsätze in Zeitschriften.

## Ehen und Nachkommen
Franz Wallner war seit 1879 in erster Ehe mit Charlotte Friese verheiratet. Ihre Tochter war Charlotte Auguste Adele Samek (1881–1928). Die Ehe wurde 1892 geschieden.
Danach heiratete er 1894 Charlotte Basté. Sie hatten den Sohn Franz Wallner-Basté (1896–1984), Literaturkritiker und Publizist.